# George A. Simmons
George Abel Simmons (* 8. September 1791 in Lyme, Grafton County, New Hampshire; † 27. Oktober 1857 in Keeseville, New York) war ein US-amerikanischer Politiker.

## Werdegang
George Simmons besuchte die Bezirksschule. Er graduierte 1816 am Dartmouth College in Hanover. Dann zog er nach Lansingburgh (New York) und war dort als Prinzipal an der ansässigen Akademie tätig. Er studierte Jura, bekam 1825 seine Zulassung als Anwalt und begann dann in Keeseville zu praktizieren.
Simmons war zwischen 1840 und 1842 Mitglied der New York State Assembly. Er nahm 1846 als Delegierter an der verfassunggebenden Versammlung von New York teil. Simmons wurde als Whig in den 33. US-Kongress gewählt und als Kandidat der Opposition Party in den 34. Kongress wiedergewählt. Er war dort im US-Repräsentantenhaus vom 4. März 1853 bis zum 3. März 1857 tätig. Während dieser Zeit hatte er den Vorsitz über den Justizausschuss (34. Kongress). Simmons entschied sich, 1856 nicht für eine Wiederwahl anzutreten, und kehrte nach Ablauf seiner zweiten Amtszeit zu seiner Tätigkeit als Anwalt in Keeseville zurück, wo er 1857 verstarb und dort auf dem Evergreen Cemetery beigesetzt wurde.